# MICB
MICB (англ. MHC class I polypeptide-related sequence B) – білок, який кодується однойменним геном, розташованим у людей на короткому плечі 6-ї хромосоми. Довжина поліпептидного ланцюга білка становить 383 амінокислот, а молекулярна маса — 42 646.
| 10         |  | 20         |  | 30         |  | 40         |  | 50         |
| ---------- |  | ---------- |  | ---------- |  | ---------- |  | ---------- |
| MGLGRVLLFL |  | AVAFPFAPPA |  | AAAEPHSLRY |  | NLMVLSQDES |  | VQSGFLAEGH |
| LDGQPFLRYD |  | RQKRRAKPQG |  | QWAEDVLGAK |  | TWDTETEDLT |  | ENGQDLRRTL |
| THIKDQKGGL |  | HSLQEIRVCE |  | IHEDSSTRGS |  | RHFYYDGELF |  | LSQNLETQES |
| TVPQSSRAQT |  | LAMNVTNFWK |  | EDAMKTKTHY |  | RAMQADCLQK |  | LQRYLKSGVA |
| IRRTVPPMVN |  | VTCSEVSEGN |  | ITVTCRASSF |  | YPRNITLTWR |  | QDGVSLSHNT |
| QQWGDVLPDG |  | NGTYQTWVAT |  | RIRQGEEQRF |  | TCYMEHSGNH |  | GTHPVPSGKV |
| LVLQSQRTDF |  | PYVSAAMPCF |  | VIIIILCVPC |  | CKKKTSAAEG |  | PELVSLQVLD |
| QHPVGTGDHR |  | DAAQLGFQPL |  | MSATGSTGST |  | EGA        |  |            |

A: Аланін

C: Цистеїн

D: Аспарагінова кислота

E: Глутамінова кислота

F: Фенілаланін

G: Гліцин

H: Гістидин

I: Ізолейцин

K: Лізин

L: Лейцин

M: Метіонін

N: Аспарагін

P: Пролін

Q: Глутамін

R: Аргінін

S: Серин

T: Треонін

V: Валін

W: Триптофан

Задіяний у таких біологічних процесах, як адаптивний імунітет, імунітет, взаємодія хазяїн-вірус, цитоліз, альтернативний сплайсинг. 
Локалізований у клітинній мембрані, мембрані.